# Diocèse de Santa Clara
Le diocèse de Santa Clara (en latin : Dioecesis Sanctae Clarae ; en espagnol : Diócesis de Santa Clara) est un diocèse de l'Église catholique à Cuba, suffragant de l'archidiocèse de Camagüey.

## Territoire

Diocèse de Santa Clara

Il est situé sur la province de Villa Clara et dans la majeure partie de la province de Sancti Spíritus sauf la municipalité de Trinidad qui est gérée par le diocèse de Cienfuegos et celle de Jatibonico dans le diocèse de Ciego de Ávila. Son territoire possède une superficie de 12 920 km2 divisé en 35 paroisses. L'évêché est à Santa Clara où se trouve la cathédrale de sainte Claire d'Assise.

## Histoire
Le diocèse est érigé le 1er avril 1995 par la constitution apostolique Ad aptius consulendum du pape Jean-Paul II en prenant sur le territoire du diocèse de Cienfuegos-Santa Clara, qui reprend son ancien nom de diocèse de Cienfuegos.
Nommé suffragant de l'archidiocèse de Santiago de Cuba lors de sa création, il intègre la province ecclésiastique de Camagüey le 5 décembre 1998.

## Évêques
- Fernando Ramon Prego Casal (1995 - 1999)
- Marcelo Arturo González Amador (1999 - )